# Episodi di Bella e i Bulldogs (prima stagione)
La prima stagione di Bella e i Bulldogs è andata in onda dal 17 gennaio al 30 maggio 2015 su Nickelodeon.
In Italia il 24 giugno 2015 Nickelodeon ha trasmesso un film di Bella e i Bulldogs che riassumeva i primi due episodi  , poi la serie è iniziata regolarmente dal 4 dicembre 2015 al 26 febbraio 2016 su TeenNick e in chiaro su Super! divisa in due parti i primi 10 sono stati trasmessi dal 13 giugno 2016 all'11 luglio 2016 i restanti 10 dal 10 ottobre 2016 al 7 novembre 2016.
| nº | Codice di prod. | Titolo originale         | Titolo italiano                | Prima TV USA     | Prima TV Italia  |
| -- | --------------- | ------------------------ | ------------------------------ | ---------------- | ---------------- |
| 1  | 101             | Newbie QB                | Il nuovo quarterback (Parte 1) | 18 gennaio 2014  | 24 giugno 2015   |
| 1  | 102             | Newbie QB                | Il nuovo quarterback (Parte 2) | 18 gennaio 2014  | 24 giugno 2015   |
| 2  | 103             | That's Some Gossip, Girl | Una talpa nello spogliatoio    | 24 gennaio 2015  | 8 dicembre 2015  |
| 3  | 104             | Pretty in Stink          | Carina e puzzolente            | 31 gennaio 2015  | 13 gennaio 2016  |
| 4  | 105             | Tex Fest                 | Il Tex Fest                    | 7 febbraio 2015  | 20 gennaio 2016  |
| 5  | 106             | Dancing in the End Zone  | Ballando a fondo campo         | 14 febbraio 2015 | 9 dicembre 2015  |
| 6  | 107             | That's my Tri-Five!      | Sono le mie amiche!            | 28 febbraio 2015 | 10 dicembre 2015 |
| 7  | 108             | A Goodbye Week           | Primo amore con addio          | 7 marzo 2015     | 11 dicembre 2015 |
| 8  | 109             | Bromantically Challenged | Troy contro Sawyer             | 14 marzo 2015    | 14 gennaio 2016  |
| 9  | 110             | Tornado Afraido          | Emergenza Tornado              | 21 marzo 2015    | 14 dicembre 2015 |
| 10 | 111             | Incomplete Pass          | Passaggio incompleto           | 23 marzo 2015    | 15 dicembre 2015 |
| 11 | 112             | Backseat Quarterback     | Quarterback in panchina        | 4 aprile 2015    | 16 dicembre 2015 |
| 12 | 113             | Traitor Dater            | Appuntamento col nemico        | 11 aprile 2015   | 17 dicembre 2015 |
| 13 | 114             | Bulldog Buddies          | Compagni di squadra            | 18 aprile 2015   | 18 dicembre 2015 |
| 14 | 115             | Player Hater             | Delusione d'amore              | 25 aprile 2015   | 21 dicembre 2015 |
| 15 | 116             | Root for Newt            | Forza Newt!                    | 2 maggio 2015    | 26 febbraio 2016 |
| 16 | 117             | Bulldog Blues            | La corsa ai playoff            | 9 maggio 2015    | 22 dicembre 2015 |
| 17 | 118             | Kicking and Scheming     | Calci e schemi                 | 16 maggio 2015   | 23 dicembre 2015 |
| 18 | 120             | No Girls Allowed         | Ragazze non ammesse            | 30 maggio 2015   | 24 dicembre 2015 |
| 19 | 119             | Third Degree Ba-Burn     | Lavata di capo                 | 23 maggio 2015   | 25 dicembre 2015 |

## Il nuovo quarterback (Parte 1)
Bella Dawson (Brec Bassinger) è una cheerleader della squadra di football americano Bulldogs. Dopo aver perso la partita, lancia, arrabbiata, la palla contro la mascotte, a una distanza impressionante, e il coach dei Bulldogs, impressionato, la vuole far entrare in squadra come quarterback, ma Troy (Coy Stewart), precedente quarterback, non lo vuole. Le amiche di Bella, Pepper (Haley Tju) e Sophie (Lilimar Hernandez), anche loro cheerleader, sono dapprima contente, ma temono che Bella non possa più venire alle gare di cheerleading. Bella cerca di farsi degli amici nella squadra, dato che tutti la odiano, soprattutto Troy, dopo che Bella, con molta pratica, riesce ad essere quarterback, mentre lui è costretto ad essere ricevitore, e anche gli amici di Troy Sawyer (Jackie Radinsky) e Newt (Buddy Handleson), innamorato di Sophie, non vogliono che entri in squadra.
Bella dice ai tre che ha paura dei tori e Troy, Sawyer e Newt fingono una "prova di inizializzazione", dove dovrà colpire una mucca travestita da toro.

## Il nuovo quarterback (Parte 2)
Bella si rivela, inaspettatamente, coraggiosa, la mucca impazzisce e i quattro finiscono in un cestino, nascosti, Sawyer e Newt confessano per sbaglio che la prova era finta e appena escono per Bella è troppo tardi, alla gara di cheerleading Sophie e Pepper sbagliano e fanno perdere la squadra. Bella è triste e non vuole più giocare, ma un inatteso aiuto di Troy e di sua madre le farà tornare la voglia di giocare a football, così, in un momento disperato, farà vincere la squadra, sotto le grida del giornalista Ace (Rio Mangini).
Nota: questo episodio in America è considerato un solo e unico episodio della durata di 40 minuti.

## Una talpa nello spogliatoio
Bella entra nello spogliatoio dei ragazzi e scopre alcuni segreti dopo però vengono rivelati e i ragazzi accusano Bella. Si scoprirà che quando Troy parla al telefono con il padre Ace ascolta dalla buchetta collegata al suo studio e così lui li rivela ma i Bulldogs gli daranno una lezione.

## Carina e puzzolente
Si sta avvicinando la partita e i Bulldogs dicono a Bella che hanno una tradizione annuale : non fare la doccia per una settimana! Una vera impresa per Bella visto che si sta avvicinando il ballo scolastico e Kyle le ha chiesto di uscire. Bella, il giorno del ballo, decide di infrangere la promessa facendosi la doccia perché è da tantissimo tempo che aspetta questo evento ma alla fine decide di rimanere fedele alla sua squadra e va al ballo puzzolente.

## Il Tex Fest
Si avvicina il Text Fest e Troy decide di iscriversi al coro insieme a Newt per stare con le ragazze, Sawyer si iscrive alla gara di divora peperoncino ed anche Sophie lo fa per vendicarsi di uno scherzo, mentre Pepper deve preparare il video con Ace e Bella. Durante le audizioni del coro si scopre che Newt e un cantante lirico provetto ed ottiene l'assolo maschile e Troy si innamora di una ragazza del coro e diventa geloso della bravura di Newt e delle attenzioni delle ragazze verso di lui. Sophie invece assilla sempre Sawyer mangiando sempre peperoncini, mentre Bella alle prove del video sbaglia sempre le battute così decide di abbandonare il video e Pepper decide di cambiarlo. Intanto arriva il Text Fest e Newt è troppo imbarazzato per cantare davanti a tutti quindi Troy lo incoraggia e cantano tutti e due. Sawyer invece vince la gara di divora peperoncino perché si scopre che mangia solo peperoncini dolci e non piccanti. Mentre Pepper mostra a tutti il suo video che parla del coraggio di Bella.

## Ballando a fondo campo
Troy non è abituato a giocare come ricevitore quindi è molto scoordinato e va sempre fuori campo facendo perdere la squadra, quindi per riacquistare coordinazione Bella decide di farlo partecipare ad un corso di danza per bambine di sette anni diretto da lei. Intanto Sophie e Pepper non fanno altro che guardare Baya Beach e fanno appassionare Newt e successivamente anche Sawyer.Quando una scarpetta da ballo cade dallo zaino di Troy lui e Bella fanno finta di essere fidanzati perché Troy teme di poter divenire lo zimbello di tutti rivelando che pratica danza e tutti gli credono anche se all'inizio sono tutti un po' scettici. Visto che Bella però vuole stare con Kyle prova a lasciare Troy ma non ci riesce, quindi quando Kyle parla con Troy decide di spifferare alla squadra il suo segreto ma tutti lo accettano e decidono di seguire il corso di Bella, anche Newt spiffera a tutti il suo segreto e quello di Sawyer ma nessuno gli credo perché pensano che sia un modo per incoraggiare Troy.

## Sono le mie amiche!
Pepper, Sophie e Bella stanno cercando una sostituta di Bella nella cheerleader ma fanno tutte pena, finché alla fine arriva Nikky, una ragazza che se fare molte acrobazie, Pepper e Sophie si rifiutano di prenderla in squadra ma Bella le convince. Invece Troy trova una scatola con l'attrezzatura militare di suo padre e le mostra a Sawyer e Newt, Sawyer però vuole scoprire con quell'attrezzatura chi mette sotto il tavolo le gomme e convince gli altri due. Intanto Nikky aggiunge una capriola alla mossa speciale di Bella, alza la coda a Pepper, ha un nuovo soprannome e batte un cinque a tre e quindi Bella si ingelosisce, perciò convince i ragazzi a spiare Pepper e Sophie per vedere come si comportano con Nikky, per questo motivo invita le ragazze ad un pigiama party ma loro inventano delle scuse, quindi i ragazzi le spiano ancora e Bella scopre che Nikky non vuole rubargli le amiche, ma che stanno organizzando un brunch per Bella per il suo benvenuto in squadra e Sawyer scopre che a mettere le gomme sotto il tavolo è colei che ne da il divieto.

## Primo amore con addio
Le cheerleader devono partire in pullman per un paio di giorni nel frattempo Kyle invita Bella a uscire e si fidanzano ma Kyle dice a Bella che deve partire fra due giorni Bella cerca in tutti i modi di non pensarci ma non ci riesce, soprattutto senza le sue amiche ma per fortuna ci sono i suoi amici a consolarla e a consigliarla e decide questi ultimi giorni di passarli con Kyle.

## Troy contro Sawyer
Troy e Sawyer litigano spesso su chi è il ricevitore migliore, Bella cerca di fargli fare pace ma senza successo poi riesce a chiamare tutti e due in palestra mostrandogli delle foto di loro da piccoli e fanno pace.

## Emergenza Tornado
È il compleanno di Pepper, e ha organizzato una festa in stile parigino ma Bella finisce in ritardo gli allenamenti e a causa di un tornado Pepper, Bella, Sophie, Newt, Sawyer e Troy sono bloccati a scuola, Bella si sente in colpa e decide di organizzare una festa a sorpresa a scuola.

## Passaggio incompleto
Bella prende un’insufficienza in spagnolo e cerca di rimediare, altrimenti verrà esclusa da qualunque sport. Sophie cerca di aiutarla, ma poi coinvolge la sua severa nonna, l'Abuela.

## Quarterback in panchina
Bella si fa male e viene sostituita da Troy, che può ritornare quarterback. Nel frattempo Sophie, dopo aver scelto come compagno di chimica un ragazzo amico di Newt anziché egli, si pente vedendo come lo spasimante fa divertire Pepper.

## Appuntamento col nemico
La partita tra Bulldogs e Cobras si avvicina e Bella conosce Zach, che la invita a un ballo seguente la partita. Il problema è che Zach è il capitano dei Cobras, ma non gli importa delle loro differenze.

## Compagni di squadra
I Bulldogs cercano di far imparare a dei bambini il football e Troy porta per l'occasione il fratellino DJ, che farà coppia con Bella. Troy però capirà male e si ingelosirà.

## Delusione d'amore
Troy è di buon umore e ben presto Bella scopre che si è fidanzato con l'odiata Charlotte Newman. Ma Bella scopre che la ragazza lo sta usando e non vuole rivelarlo a Troy, che deve concentrarsi per fare impressione sul coach di un'altra squadra...

## Forza Newt!
Una intossicazione alimentare decima la squadra e nel frattempo verrà a vedere la partita il papà di Newt. Quest'ultimo chiede a Bella e al coach di poter giocare, ma...

## La corsa ai playoff
I Bulldogs stanno per andare ai playoff e gli basta vincere una partita, ma una serie di sconfitte deprime la squadra.

## Calci e schemi
Il kicker dei Bulldogs si infortunia e per sostituirlo Bella convincerà Hunter, calciatore dei Bulldogs...

## Lavata di capo
La fine dell'anno sta arrivando e Bella, come quarterback, dovrà dire durante una cena delle battute pungenti al coach, alla squadra e alle cheerleaders. Ma nessuno la prenderà bene. Nel frattempo Newt crede che Sophie si sia innamorata di un ragazzo che fa karate con lei.

## Ragazze non ammesse
Bella deve partecipare alla sua ultima partita ma il coach della squadra avversaria, sfruttando una regola, non vuole far giocare Bella perché è una ragazza.